# 艾蒙
艾蒙（英語：Elmo）是一名虛構布偶角色，主要登場於美國兒童電視節目《芝麻街》中的多部短劇中。艾蒙是隻的紅色絨毛怪獸。1998年11月16日起，該角出現於《芝麻街》每集結尾的《艾蒙的世界》單元。艾蒙主要由凱文·克萊許所演出；直到他於2012年底辭職後，則改由萊恩·狄龍接手演出。

## 表演者
主要
- 凱文·克萊許（1985年至2014年）
- 萊恩·狄龍（英语：Ryan Dillon）（2013年至今）

替代
- 卡羅爾·斯平尼（英语：Caroll Spinney）（1970年代）
- 布萊恩·梅爾（英语：Brian Meehl）（1980年至1984年）
- 李察·亨特（英语：Richard Hunt (puppeteer)）（1984年至1985年）

## 外部連結
- Tickle Elmo
- Elmo's World
- 互联网电影数据库（IMDb）上《Cinderelmo》的资料（英文）
- 芝蔴街布偶介紹 （页面存档备份，存于）